# Bohuslav Dvořák

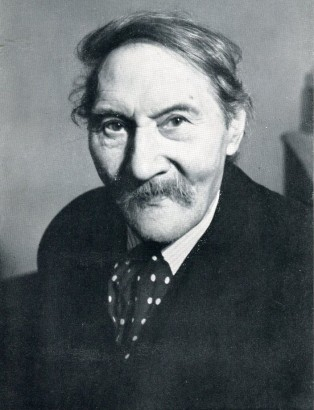
Bohuslav Dvořák

Bohuslav Dvořák (* 30. Dezember 1867 in Prag; † 16. Februar 1951 in Levínská Olešnice) war ein tschechischer Maler.

## Leben

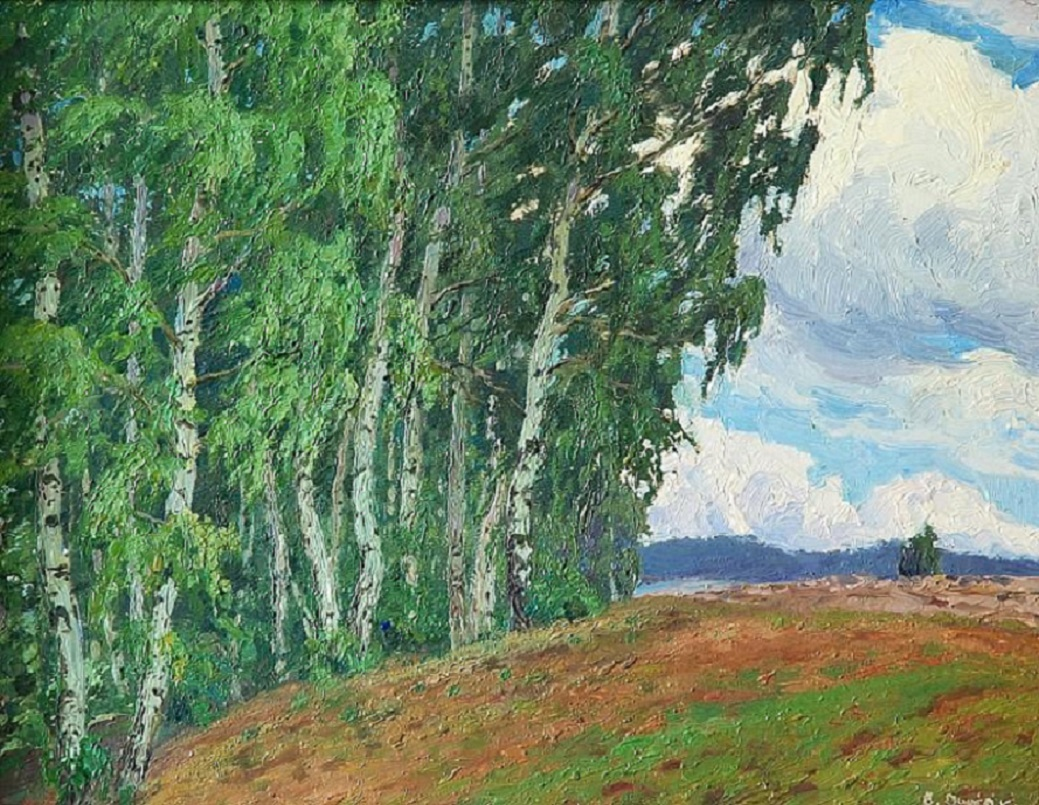
Birkenwäldchen (1910)

In den Jahren von 1889 bis 1897 studierte er bei Julius Mařák in der Landschaftsklasse an der Kunstakademie Prag. Von seinen Mitstudenten ließ er sich bei den Pleinair-Exkursionen, die sein Lehrer regelmäßig veranstaltete, stark inspirieren, insbesondere von Antonín Slavíček und František Kaván, mit denen er sich persönlich sehr verbunden fühlte.
Seine wohl bedeutendste Leistung um die Wende zum 20. Jahrhundert war die Mitarbeit an der Ausgestaltung des Nationalmuseums Prag – ein öffentlicher Auftrag, den Julius Mařák 1895 erhalten hatte und den er auf Grund seiner schweren Krankheit nicht mehr allein durchführen konnte. Zusammen mit Mařáks Tochter Josefina (Pepa) Mařáková malte Dvořák an den Wandgemälden zur tschechischen Geschichtsdarstellung mit, die dort im Treppenhaus gezeigt werden. Er gehört zu den bemerkenswerten, aber nicht zu den wegweisenden Schülern von Mařák.
Dem Realismus war er treu ergeben und für seine Pilz-Darstellungen ist er bekannt geworden.

## Quelle
- Naděžda Blažíčková-Horová (Hrsg.): Julius Mařák a jeho žáci. = Julius Mařák and his Pupils. Národni Galerie, Prag 1999, ISBN 80-7035-206-X.

| Personendaten    | Personendaten     |
| ---------------- | ----------------- |
| NAME             | Dvořák, Bohuslav  |
| KURZBESCHREIBUNG | böhmischer Maler  |
| GEBURTSDATUM     | 30. Dezember 1867 |
| GEBURTSORT       | Prag              |
| STERBEDATUM      | 16. Februar 1951  |
| STERBEORT        | Levínská Olešnice |